# 효부
효부(孝婦)는 조선 시대의 유교적 윤리관으로 시작되었으나, 오늘날 한국의 현대사회에서도 시부모에 대한 효행을 모범적으로 장려하고 있다. 예를 들면 정부의 포상을 비롯한 기업의 문화재단이나 각종 사회단체와 사단법인, 재단법인 등 에서 효부상, 가족화목상, 효행상 등 기타 이름으로 시상되고 있다.

## 같이 보기
- 열녀효부
- 현모양처